# NGC 832
NGC 832 је двојна звезда у сазвежђу Троугао која се налази на NGC листи објеката дубоког неба.
Деклинација објекта је + 35° 32' 30" а ректасцензија 2h 11m 0,7s. Привидна величина (магнитуда) објекта NGC 832 износи 14,4.